# Staatliches Pädagogisches Institut Pawlodar
Das Staatliche Pädagogische Institut Pawlodar (russisch Павлодарский государственный педагогический институт, kasachisch Павлодар мемлекеттік педагогикалық институты) ist eine pädagogische Hochschule in der kasachischen Stadt Pawlodar. Es wurde 1962 gegründet.

## Geschichte
Das Staatliche Pädagogische Institut Pawlodar wurde am 1. Dezember 1962 eröffnet. Es bestand aus nur zwei Fakultäten mit 14 Lehrern, die rund 150 Schüler unterrichteten.
1994 wurde das Institut an die Staatliche Universität Pawlodar angeschlossen. Zehn Jahre später wurde das Staatliche Pädagogische Institut Pawlodar wieder eine eigenständige Hochschule.

## Fakultäten
Das Staatliche Pädagogische Institut Pawlodar besteht aus sechs Fakultäten:
- Fakultät für Wissenschaft
- Fakultät für Geschichte, Wirtschaft und Recht
- Fakultät für Körperkultur und Sport
- Fakultät für Philologie
- Fakultät für Physik und Mathematik
- Fakultät für Psychologie und Pädagogik